# Casanova Variations
Pour plus de détails, voir Fiche technique et Distribution.
Casanova Variations est un drame historique franco-austro-germano-portugais réalisé par Michael Sturminger, sorti en 2014.

## Fiche technique
- Titre : Casanova Variations
- Réalisation : Michael Sturminger
- Scénario : Michael Sturminger et Markus Schleinzer
- Montage : Evi Romen
- Musique : Martin Haselböck, sur une musique de Wolfgang Amadeus Mozart
- Photographie : André Szankowski
- Producteur : Paulo Branco, Alexander Dumreicher-Ivanceanu et Bady Minck
  - Coproducteur : Stefan Arndt, Uwe Schott et Ulrich Seidl
  - Producteur exécutif : Ana Pinhao Moura
- Production : Alfama Films, Amour Fou (de), X-Filme Creative Pool et Construction Film
- Distribution : Alfama Films
- Pays de production :  Portugal,  France,  Autriche et  Allemagne
- Langue originale : anglais
- Genre : drame historique
- Durée : 118 minutes
- Dates de sortie :
  - France : 19 novembre 2014
  - Portugal : 4 décembre 2014
  - États-Unis : 2015

## Distribution
- John Malkovich : Giacomo Casanova
- Veronica Ferres : Elisa
- Florian Boesch : Giacomo II
- Miah Persson : Elisa II
- Kate Lindsey : Belline
- Anna Prohaska : Caterina
- Barbara Hannigan : Sofia
- Kerstin Avemo : Leonilda
- Lola Naymark : Cecile
- Fanny Ardant : Lucrecia
- Jonas Kaufmann : Comte Branicki